# الرجل النملة (فلم)
الرجل النملة  (بالإنجليزية: Ant-Man) هو فيلم بطل خارق أمريكي 2015 مستوحى من شخصية الهزلية بنفس العنوان. الفيلم من إخراج بيتون ريد وسيناريو لـإدغار رايت وجو كورنيش وآدم مكاي وبول رود، ومن بطولة بول رود وإيفانجلين ليلي وكوري ستول ومايكل بينا وتي.آي. وانتوني ماكي وجودي جرير ومايكل دوغلاس. في الفيلم، يتوجب على الرجل النملة حماية تكنولوجيا الرجل النملة ومنع سرقة عالمية.
بدأ تطوير الرجل النملة في 2006، عندما تعاقدت مارفل مع إدغار رايت لإخراج الفيلم والمشاركة في كتابته. ترك إدغار المشروع قبل التصوير بسبب أختلافات في الرؤية مع مارفل، وحلَ بيتون ريد بدلاً عنه، وجلبت أيضاً آدم مكاي وبول رود للمساهمة في نص الفيلم. استغرق التصوير الرئيسي في الفترة ما بين أغسطس وديسمبر 2014 في سان فرانسيسكو وأتلانتا.
عرض الرجل النملة لأول مرة في لوس أنجلوس 29 يونيو، 2015، وصدر في أمريكا الشمالية في 17 يوليو، 2015، بتقنية ثلاثي الأبعاد والآيماكس.

## القصة
الرجل النملة اسمه بالأنجليزية (Ant-man)وهو بطل خارق من فريق المنتقمون يستطيع أن يصبح بحجم النملة ومن صغر حجمة لا يراه أحد أبدا فيسطتيع أن يسدد لهم ضربات وركلات مدمرة ويمكن من خلال الحزام الذي يتحكم بحجمه فيجعلة بحجم النملة أو يجعلة ضخما جدا جدا يمكنه أن يضرب عدوه ضربات ساحقة ومدمرة ويمكنه من خلال كبر حجمه أيضا ان يبتلع أعدائه أو يحبسهم في يده أو ان يسحق أعدائه باستخدام يده أو باستخدام قدمه ويمكنه وهو صغير الحجم أن يركب النمل ويتحكم به ويختبئ في ملابس أعدائه أو في أقدامهم أو في جيوبهم أو في شعرهم أو في فمهم واسمه الحقيقي هو (Hank pym)

## طاقم التمثيل
- بول رود بدور "الرجل النملة"
- إيفانجلين ليلي بدور "هوب فان داين"
- كوري ستول بدور "دارين كروس/يلوجاكيت"
- بوبي كانافال بدور "باكستون"
- مايكل بينا بدور "لويز"
- تي.آي. بدور "ديف"
- انتوني ماكي بدور "سام ويلسون / فالكون"
- جودي جرير بدور "ماغي"
- مايكل دوغلاس بدور "هانك بيم"

## الاستقبال النقدي
تلقى الرجل النملة على العموم مراجعات إيجابية. 80% من المراجعات جائت إيجابية على موقع الطماطم الفاسدة بنائاً على 208 مراجعة نقدية، مع متوسط تقييم 10/6.8. على ميتاكريتيك حاصل على متوسط تقييم 100/64 بناءً على 43 مراجعة.

## وصلات خارجية
- الموقع الرسمي
- مقالات تستعمل روابط فنية بلا صلة مع ويكي بيانات

لا توجد روابط لمواقع التواصل الاجتماعي.

أفلام أبطال خارقين كوميدية في عقد 2010